# Maureen Groefsema
Maureen Groefsema (Heiloo, 16 augustus 1991) is een Nederlands judoka. 
Op 26 november 2005 werd zij in Rotterdam de jongste nationaal kampioene judo ooit. De toen net 14-jarige Groefsema versloeg in de finale van de klasse tot 48 kilo de 21-jarige Jannie van der Meer met een ippon. Het record stond eerder op naam van Tamara Meijer, die in 1993 een maand ouder was toen ze het Nederlands kampioenschap won. 
Haar prestatie was niet alleen bijzonder vanwege haar leeftijd. Groefsema won eerder dat jaar ook al de nationale titels in de leeftijdsklassen onder 15, onder 17 en onder 20 jaar. Ze nam de titel over van Glynis Rojot.
Na een knappe prestatie (derde plaats op een Europees kampioenschap) had ze zich ook geplaatst voor het Wereldkampioenschap in haar klasse, dat plaatsvond in de Dominicaanse Republiek. Op dit WK werd de inmiddels 15-jarige Groefsema tweede, doordat ze in de finale verloor van de Japanse Moe Kawasaki, eveneens door een ippon.
In 2009 op de European Youth Olympic Days behaalde ze een gouden medaille in de categorie -51kg.